# Deutsche Fußballmeisterschaft 1974 (Frauen)
Die deutsche Fußballmeisterschaft 1974 der Frauen war die erste deutsche Fußballmeisterschaft, die der DFB im Frauenfußball ausrichtete. Sieger wurde der TuS Wörrstadt, der im Finale den DJK Eintracht Erle mit 4:0 schlug. Für Wörrstadt war es die bisher einzige Meisterschaft.

## Teilnehmer
Folgende Mannschaften haben sich als beste Mannschaft ihres Landesverbandes für die Endrunde qualifiziert:
| Regionalverband Nord                                                                                              | Regionalverband West                                                                     | Regionalverband Südwest                                                                     | Regionalverband Süd | Berlin                   |
| - Bremen: Werder Bremen - Hamburg: Buxtehuder SV - Niedersachsen: Sparta Göttingen - Schleswig-Holstein: Wiker SV | - Mittelrhein: Bonner SC - Niederrhein: Preussen Krefeld - Westfalen: DJK Eintracht Erle | - Rheinland: SC 07 Bad Neuenahr - Saarland: SV Bubach/Calmesweiler - Südwest: TuS Wörrstadt | - Baden FC Germania Untergrombach - Bayern FC Bayern München - Hessen: NSG Oberst Schiel - Südbaden: SpVgg Wiehre - Württemberg: TSV Grötzingen | - Tennis Borussia Berlin |

## Vorrunde

### Gruppe 1
| Pl. | Verein                 | Sp. | S | U | N | Tore    | Diff. | Punkte |
| --- | ---------------------- | --- | - | - | - | ------- | ----- | ------ |
| 1.  | SV Bubach-Calmesweiler | 3   | 3 | 0 | 0 | 017:400 | +13   | 06:0   |
| 2.  | FC Bayern München      | 3   | 2 | 0 | 1 | 010:600 | +4    | 04:20  |
| 3.  | SpVgg Wiehre           | 3   | 1 | 0 | 2 | 009:900 | ±0    | 02:40  |
| 4.  | TSV Grötzingen         | 3   | 0 | 0 | 3 | 002:190 | −17   | 0:60   |

|                        |   |                        |     |
| FC Bayern München      | – | SpVgg Wiehre           | 3:2 |
| TSV Grötzingen         | – | SV Bubach-Calmesweiler | 0:9 |
| SpVgg Wiehre           | – | TSV Grötzingen         | 5:1 |
| SV Bubach-Calmesweiler | – | FC Bayern München      | 3:2 |
| TSV Grötzingen         | – | FC Bayern München      | 1:5 |
| SpVgg Wiehre           | – | SV Bubach-Calmesweiler | 2:5 |

### Gruppe 2
| Pl. | Verein                      | Sp. | S | U | N | Tore    | Diff. | Punkte |
| --- | --------------------------- | --- | - | - | - | ------- | ----- | ------ |
| 1.  | TuS Wörrstadt               | 3   | 3 | 0 | 0 | 011:100 | +10   | 06:0   |
| 2.  | NSG Oberst Schiel Frankfurt | 3   | 2 | 0 | 1 | 006:100 | +5    | 04:20  |
| 3.  | KTSV Preußen Krefeld        | 3   | 1 | 0 | 2 | 005:700 | −2    | 02:40  |
| 4.  | FC Germania Untergrombach   | 3   | 0 | 0 | 3 | 000:130 | −13   | 0:60   |

|                             |   |                             |     |
| TuS Wörrstadt               | – | KTSV Preußen Krefeld        | 5:1 |
| NSG Oberst Schiel Frankfurt | – | FC Germania Untergrombach   | 4:0 |
| KTSV Preußen Krefeld        | – | NSG Oberst Schiel Frankfurt | 0:2 |
| FC Germania Untergrombach   | – | TuS Wörrstadt               | 0:5 |
| NSG Oberst Schiel Frankfurt | – | TuS Wörrstadt               | 0:1 |
| KTSV Preußen Krefeld        | – | FC Germania Untergrombach   | 4:0 |

### Gruppe 3
| Pl. | Verein             | Sp. | S | U | N | Tore    | Diff. | Punkte |
| --- | ------------------ | --- | - | - | - | ------- | ----- | ------ |
| 1.  | Bonner SC          | 3   | 3 | 0 | 0 | 005:200 | +3    | 06:0   |
| 2.  | SC 07 Bad Neuenahr | 4   | 2 | 0 | 2 | 009:100 | +8    | 04:40  |
| 3.  | Sparta Göttingen   | 3   | 1 | 0 | 2 | 008:900 | −1    | 02:40  |
| 4.  | Wiker SV           | 3   | 0 | 0 | 3 | 001:110 | −10   | 0:60   |

|                    |   |                    |     |
| SC 07 Bad Neuenahr | – | Sparta Göttingen   | 5:0 |
| Bonner SC          | – | Wiker SV           | 1:0 |
| Sparta Göttingen   | – | Bonner SC          | 2:3 |
| Wiker SV           | – | SC 07 Bad Neuenahr | 0:4 |
| Bonner SC          | – | SC 07 Bad Neuenahr | 1:0 |
| Sparta Göttingen   | – | Wiker SV           | 6:1 |

### Gruppe 4
| Pl. | Verein                 | Sp. | S | U | N | Tore    | Diff. | Punkte |
| --- | ---------------------- | --- | - | - | - | ------- | ----- | ------ |
| 1.  | DJK Eintracht Erle     | 3   | 3 | 0 | 0 | 009:200 | +7    | 06:0   |
| 2.  | Tennis Borussia Berlin | 4   | 0 | 2 | 2 | 003:400 | −1    | 02:60  |
| 3.  | Buxtehuder SV          | 4   | 0 | 2 | 2 | 002:400 | −2    | 02:60  |
| 4.  | Werder Bremen          | 4   | 0 | 2 | 2 | 003:700 | −4    | 02:60  |

|                        |   |                        |     |
| Werder Bremen          | – | Tennis Borussia Berlin | 1:1 |
| Buxtehuder SV          | – | DJK Eintracht Erle     | 0:2 |
| Tennis Borussia Berlin | – | Buxtehuder SV          | 1:1 |
| DJK Eintracht Erle     | – | Werder Bremen          | 5:1 |
| Buxtehuder SV          | – | Werder Bremen          | 1:1 |
| Tennis Borussia Berlin | – | DJK Eintracht Erle     | 1:2 |

## Endrunde
Die Endrunde wurde am 7. und 8. September 1974 ausgetragen. Die Halbfinals fanden in Bingen, das Spiel um Platz 3 und das Finale in Mainz statt.

### Halbfinale
|                        | Ergebnis |                    |
| ---------------------- | -------- | ------------------ |
| Bonner SC              | 1:3      | TuS Wörrstadt      |
| SV Bubach-Calmesweiler | 1:3      | DJK Eintracht Erle |

### Spiel um Platz 3
|                        | Ergebnis              |           |
| ---------------------- | --------------------- | --------- |
| SV Bubach-Calmesweiler | 3:3 n. V. (4:1 i. E.) | Bonner SC |

### Finale
| TuS Wörrstadt                                | TuS Wörrstadt | DJK Eintracht Erle | DJK Eintracht Erle |
| -------------------------------------------- | --- | --- | ------------------ |
| TuS Wörrstadt                                | \| 8. September 1974 in Mainz (Bruchwegstadion) \| \| Ergebnis: 4:0 (1:0) \| \| Zuschauer: 3.800 \| \| Schiedsrichter: Walter Eschweiler (Bonn) \|                                                                                         | \| 8. September 1974 in Mainz (Bruchwegstadion) \| \| Ergebnis: 4:0 (1:0) \| \| Zuschauer: 3.800 \| \| Schiedsrichter: Walter Eschweiler (Bonn) \|                                                                                       | DJK Eintracht Erle |
| TuS Wörrstadt                                | Ulrike Manewal – Bärbel Jung, Birgit Mayer (31. Isolde Nickel), Heidi Ellmer, Karin Pätzold – Edith Solbach, Regine Israel, Bärbel Wohlleben – Uschi Demler (43. Ursel Petzold), Anne Haarbach, Gerhild Binder Cheftrainer: Erwin Hartmann | Elisabeth Jagielski – Gisela Colmsee, Marion Molenkamp, Inge Wellpoth, Sabine Walter, Edeltraut Kruzik, Christel Kurowski, Regina Klose, Gabriele Kordalski, Doris Gard, Petra Kaminski (39. Gralschinsky) Cheftrainer: Lothar Dembinski | DJK Eintracht Erle |
| TuS Wörrstadt                                | 1:0 Regine Israel (25.) 2:0 Regine Israel (36.) 3:0 Bärbel Wohlleben (42.) 4:0 Regine Israel (48.) | | DJK Eintracht Erle |
| TuS Wörrstadt                                | Haarbach schießt Foulelfmeter über das Tor (55.) | | DJK Eintracht Erle |
| 8. September 1974 in Mainz (Bruchwegstadion) | | |                    |
| Ergebnis: 4:0 (1:0)                          | | |                    |
| Zuschauer: 3.800                             | | |                    |
| Schiedsrichter: Walter Eschweiler (Bonn)     | | |                    |